# 惡靈古堡首部曲：拉昆市
《惡靈古堡首部曲：拉昆市》（英語：Resident Evil: Welcome to Raccoon City）是一部2021年德美合拍求生恐怖電影，由約翰尼斯·羅勃茲執導。該片改編自卡普空的同名恐怖遊戲系列，同時是「惡靈古堡系列電影」的重啟作，主演包括凱亞·絲柯黛蘭莉歐、羅比·艾梅爾、漢娜·約翰-卡門、湯姆·霍珀、亞凡·喬吉亞和尼爾·麥克唐納。
《惡靈古堡首部曲：拉昆市》2021年11月24日在美國上映。2021年11月26日在臺灣上映。電影獲得影評家們褒貶不一的評價，其中對忠於最初兩部遊戲原作的刻畫受到稱讚，但批評主要集中於劇本、演員和特效。電影取得了適度的票房成功，全球票房收入超過4200萬美元，超過僅2500萬美元的預算。

## 劇情
克里斯和克蕾兒·雷德菲爾兄妹自從在一場車禍中失去父母後，住進拉昆市中由保護傘公司科學家威廉·柏金監管的孤兒院。克蕾兒私下認識一名面部因實驗而毀容的女孩麗莎·崔佛，從而得知威廉用她們這群孤兒做非法人體實驗的真相，試圖警告克里斯關於威廉不安好心卻沒被採信。正當自己即將被抓去做威廉的實驗品時，克蕾兒掙脫出去並逃出孤兒院，乃至逃離城市自給自足。直到1998年時，成年的克蕾兒決定返鄉尋找疏遠多年的哥哥，靠一名油罐車司機幫忙而搭便車前往。兩人一路上談論拉昆市自從保護傘公司撤空後沒落為鬼鎮，司機因分心而不慎撞到一名女子。正當兩人下車查看並爭論該如何處理時，該女子突然喪屍化而起身離開公路不知所蹤，而司機的杜賓犬進食一部分留在地上的血肉，兩人隨後上車繼續開往城市。
克蕾兒來到克里斯的家向他展示自己搜集到的情報，聲稱保護傘公司撤空時有意污染本地水源毒害市民，然而當警察的克里斯由於多年來敬威廉如父、加上克蕾兒的情報源是備受爭議的陰謀論者班·伯托魯奇而依然不採信。這時全城突然拉響警報，克里斯迅速去執勤，留在家中的克蕾兒遭到鄰居母子闖門襲擊，兩者均淪為頭髮掉光、七竅流血、精神錯亂的狀態，受驚嚇的克蕾兒迅速騎上克里斯的摩托逃出家。在拉昆市警察局，隸屬特殊戰略及救援部隊A小隊的克里斯一行人，受令前去B小隊失去音訊的郊外阿克雷山區的史賓賽洋館調查。然而整座洋館已佈滿恐怖喪屍，導致整支小隊幾近全軍覆沒，最後僅剩克里斯、吉兒·范倫廷、以及暗中為神秘第三方擔任間諜的亞伯·威斯卡逃過一劫。威斯卡棄隊伍不管而跟隨第三方指示，走入通往保護傘地下實驗室的洋館暗門。
隨著城市的混亂每況愈下，大部分市民均變異成嗜血喪屍，而警察局中僅剩新進警員里昂·S·甘迺迪駐守前門。由於保護傘公司派軍封鎖城市主入口、不讓任何人進出，導致原本打算跑路的布萊恩·艾恩斯局長被迫折返回警局。這時油罐車司機被自己變異的杜賓犬咬傷而慢慢喪屍化，在警察局門口翻車爆炸後將全城的喪屍引至警局門口。克蕾兒趕到警局救下被喪屍狗襲擊的艾恩斯，而里昂在警局地下牢房目睹因知情甚多而被關進來的班·伯托魯奇被喪屍化的獄友吃掉。三人會合後共同从后门逃出淪陷的警局，逃到能通往地下實驗室的孤兒院。然而一隻潛伏的變異怪物舔食者殺死艾恩斯，不知如何應對的里昂和克蕾兒被依然躲在孤兒院的麗莎搭救一命，其識出克蕾兒後給予她通往實驗室的鑰匙。兩人在地下發現威廉所經手的一系列非法實驗記錄，其中包含一對不知名的“雙胞胎”。
威廉帶著妻小趕到實驗室打算帶走自己的所有實驗成果以及造成此災難的病毒樣本，但威斯卡闖進來槍殺威廉與他的妻子雅妮後意圖搶走樣本，然而猶豫要不要殺害夫婦倆的女兒雪莉時，被尾隨在後的吉兒開槍擊中。瀕死的威斯卡在懊悔之下向吉兒交代保護傘公司將在清晨時一併摧毀這間實驗室以及整座拉昆市而湮滅證據，透漏實驗室的地下貨運火車是唯一的出路。然而，威廉死前對自身注射G病毒而變異成怪物，伏擊獨自分頭行動的克里斯，使克里斯意識到自己認賊作父。而克蕾兒趕到後與哥哥一同作戰重創威廉，一行人會合後帶著雪莉搭乘貨運貨車逃離實驗室。然而，進一步變異的威廉淪為巨大化襲擊車廂，克蕾兒不慎被擒住，直到里昂手持駕駛座的火箭炮將威廉徹底炸死。實驗室的爆炸連同拉昆市毀於一旦，保護傘公司深信無一倖免時，卻不知道克里斯一行五人逃出生天。
在某處，靠注射病毒復活的威斯卡從屍袋中清醒，雙眼因副作用而看不清眼前的景象，而他的神秘僱主現身遞給他一副墨鏡來恢復，並自我介紹名叫艾達·王。

## 演員
- 凱亞·絲柯黛蘭莉歐 飾 克蕾兒·雷德菲爾
- 羅比·艾梅爾 飾 克里斯·雷德菲爾
- 漢娜·約翰-卡門 飾 吉兒·范倫廷
- 亞凡·喬吉亞 飾 里昂·史考特·甘迺迪
- 湯姆·霍珀 飾 亞伯·威斯卡
- 高莉莉 飾 艾達·王
- 尼爾·麥克唐納 飾 威廉·柏金（英语：William Birkin）
- 唐納·羅格 飾 布萊恩·艾恩斯（英语：Brian Irons）
- 查德·魯克（Chad Rook）飾 理查·艾肯（英语：Richard Aiken）
- 內森·戴爾斯（英语：Nathan Dales） 飾 布拉德·維克斯（英语：Brad Vickers）
- 瑪麗娜·馬澤帕（Marina Mazepa）飾 麗莎·崔佛（英语：Lisa Trevor）

## 製作

### 發展
2017年5月，康斯坦丁影業執行長馬汀·摩斯茲柯屈茲表示將重啟《惡靈古堡系列電影》。同月，宣佈溫子仁將擔任製片人，並由格雷格·羅素撰寫腳本。羅素還表示，劇本初稿靈感來自於《惡靈古堡7 生化危機》，並希望在片頭名單加入遊戲出現過的《月光奏鳴曲》。然而在2018年11月，羅素在一次採訪中確認他不再參與該項目，而且不確定製片商會否使用他的草稿。2018年12月，約翰尼斯·羅勃茲被聘為該片的編劇和導演，而溫子仁因擔任《真人快打》的製片人而離開了該項目。2019年8月，羅勃茲向Screen Rant網站表示，重啟作將會是「非常、非常恐怖」，而劇情將更忠於原作。2020年10月，宣佈凱亞·絲柯黛蘭莉歐、羅比·艾梅爾、漢娜·約翰-卡門、湯姆·霍珀、亞凡·喬吉亞和尼爾·麥克唐納加盟本片的演員陣容。

### 拍攝
主體拍攝於2020年10月17日在大薩德伯里開始進行，並於12月29日殺青。

## 發行
《惡靈古堡首部曲：拉昆市》由索尼影視娛樂於2021年11月24日在美國上映。此前，上映日期曾定於2021年9月3日。

### 評價
爛番茄根據87條評論，持有30%的新鮮度，平均得分4.8／10，觀眾投票獲得65%的分數，平均得分為3.6／5。在Metacritic上，電影獲得44分。

## 外部連結
- 互联网电影数据库（IMDb）上《惡靈古堡首部曲：拉昆市》的资料（英文）
- Metacritic上《惡靈古堡首部曲：拉昆市》的資料（英文）
- AllMovie上《惡靈古堡首部曲：拉昆市》的资料（英文）
- Box Office Mojo上《惡靈古堡首部曲：拉昆市》的資料（英文）
- 爛番茄上《惡靈古堡首部曲：拉昆市》的資料（英文）
- 開眼電影網上《惡靈古堡首部曲：拉昆市》的資料（繁體中文）
- 豆瓣电影上《惡靈古堡首部曲：拉昆市》的資料 （简体中文）
- 时光网上《惡靈古堡首部曲：拉昆市》的資料（简体中文）